# Adailton Cruz
Adailton Cruz (Tarauacá),  é um político brasileiro, filiado ao PSB. Nas eleições de 2022, foi eleito deputado estadual pelo AC.